# Microsoft Plus!
Microsoft Plus! est une amélioration du système d'exploitation produit par Microsoft. La dernière édition est le Plus SuperPack, qui comprend un assortiment d'économiseurs d'écran, des thèmes et des jeux, ainsi que des applications multimédia. Le produit Microsoft Plus a été annoncé pour la première fois le 31 janvier 1994.
Les améliorations qui font partie de Microsoft Plus sont généralement mises au point par Microsoft lui-même. Les Plus packs comprennent également des jeux et des contenus provenant de sociétés tierces, par exemple, dans Plus pour Windows XP, le jeu développé par HyperBowl Hyper Entertainment Inc a été inclus.
Parmi les 17 thèmes du Bureau de Windows 98, une dizaine de thèmes proviennent de Microsoft Plus pour enfants.
Microsoft Plus a été abandonné en faveur de Windows Ultimate Extras de Windows Vista.

## Différentes versions de Microsoft Plus
De la plus vieille à la plus récente :
- Microsoft Plus pour Windows 95
- Microsoft Plus Games Pack
- Microsoft Plus pour Windows 98
- Microsoft Plus pour enfants
- Microsoft Plus pour Windows XP
- Microsoft Plus pour Windows XP (Digital Media Edition)
- Microsoft Plus pour Windows XP (Superpack)
- Microsoft Plus pour Windows Vista (Abandonné)

Microsoft Plus pour Windows XP (Superpack) comprend les deux versions de Plus pour Windows XP. La version pour Windows Vista devait sortir en février 2009 avec seulement des jeux mais son projet a été abandonné.